# اراذل و اوباش (فیلم ۱۹۹۱)
}}
اراذل و اوباش (انگلیسی: Riff-Raff) یک فیلم درام بریتانیایی به کارگردانی کن لوچ است که در سال ۱۹۹۱ منتشر شد. از بازیگران آن می‌توان به رابرت کارلایل و پیتر مولان اشاره کرد.
این فیلم در سال ۱۹۹۱ میلادی برندهٔ جایزه فیلم اروپا شد. این فیلم همچنین نامزد دریافت «جایزهٔ بزرگ» «انجمن منتقدان سینمای بلژیک» بود و در مجموع با واکنش مثبت منتقدان مواجه شد.